# Bitva o život
Bitva o život je český filmový dokument natočený v roce 2000, natočili ho tři režiséři a to bez herců.

## Děj
Děj se odehrává na vesnici Bystré v Orlických horách, režiséři pozorují dění ve vesnici od 1. května jednoho roku do 1. května druhého roku.